# Afrixalus delicatus
Espèce
Statut de conservation UICN

 LC  : Préoccupation mineure
Afrixalus delicatus est une espèce d'amphibiens de la famille des Hyperoliidae.

## Répartition
Cette espèce se rencontre jusqu'à 500 m d'altitude, :
- dans l'est de l'Afrique du Sud dans le nord-est de la province de KwaZulu-Natal ;
- dans l'Est du Mozambique ;
- au Malawi ;
- dans l'est de la Tanzanie ;
- dans le Sud du Kenya ;
- dans l'extrême Sud de la Somalie.

Elle pourrait être présente au Swaziland.

## Publication originale
- Pickersgill, 1984 : Three new Afrixalus (Anura: Hyperoliidae) from south-eastern Africa. Durban Museum Novitates, vol. 13, p. 203-220.